# Casa conspirativă
Casa conspirativă (2012, Safe House) este un film de acțiune regizat de Daniel Espinosa cu Denzel Washington și Ryan Reynolds în rolurile principale.

## Prezentare
Filmul prezintă poveste a doi agenți CIA, Tobin Frost (Washington) și Matt Weston (Reynolds), primul renegat și periculos, al doilea începător. Matt Weston primește misiunea de a căuta un fugar într-o casă conspirativă (de siguranță). Cei doi vor trebui să aibă încredere unul în celălalt atunci când casa conspirativă este asediată de către o echipă de mercenari. 

## Distribuție
- Denzel Washington este Tobin Frost, agent CIA[4]
- Ryan Reynolds este Matt Weston, agent CIA[5]
- Vera Farmiga este Catherine Linklater[5]
- Brendan Gleeson este David Barlow[5]
- Sam Shepard este Harlan Whitford[5]
- Rubén Blades este Carlos Villar[5]
- Nora Arnezeder este Ana Moreau[5]
- Robert Patrick este Daniel Kiefer[5]
- Liam Cunningham aeste s Alec Wade[5]
- Joel Kinnaman este Keller[5]
- Fares Fares este Vargas[5]
- Sebastian Roché este Heissler[necesită citare]
- Jake McLaughlin este Miller[5]
- Nicole Sherwin este Whitford's Assistant[5]
- Robert Hobbs este Morgan[5]